# Sesma del río Miedes
La Sesma del río Miedes era una de las 6 sesmas o divisiones administrativas de la Comunidad de Aldeas de Calatayud. Estuvo vigente desde la creación de la Comunidad por Alfonso I de Aragón en el año 1131 hasta la creación de las actuales provincias de Zaragoza y Teruel en 1833. 
Derivaba su nombre del río Miedes (nombre medieval del actualmente llamado río Perejiles) y englobaba los municipios de:
- Miedes
- Mara
- Ruesca
- Orera
- Belmonte
- Villalba
- Inogés
- Aldehuela
- Sediles, Aluenda
- Frasno
- Castejón de Miedes.

- Datos: Q20618170